# Cordicantharis drahuska
Cordicantharis drahuska is een keversoort uit de familie soldaatjes (Cantharidae). De wetenschappelijke naam van de soort werd in 2004 gepubliceerd door Svihla.